# 西東詩集

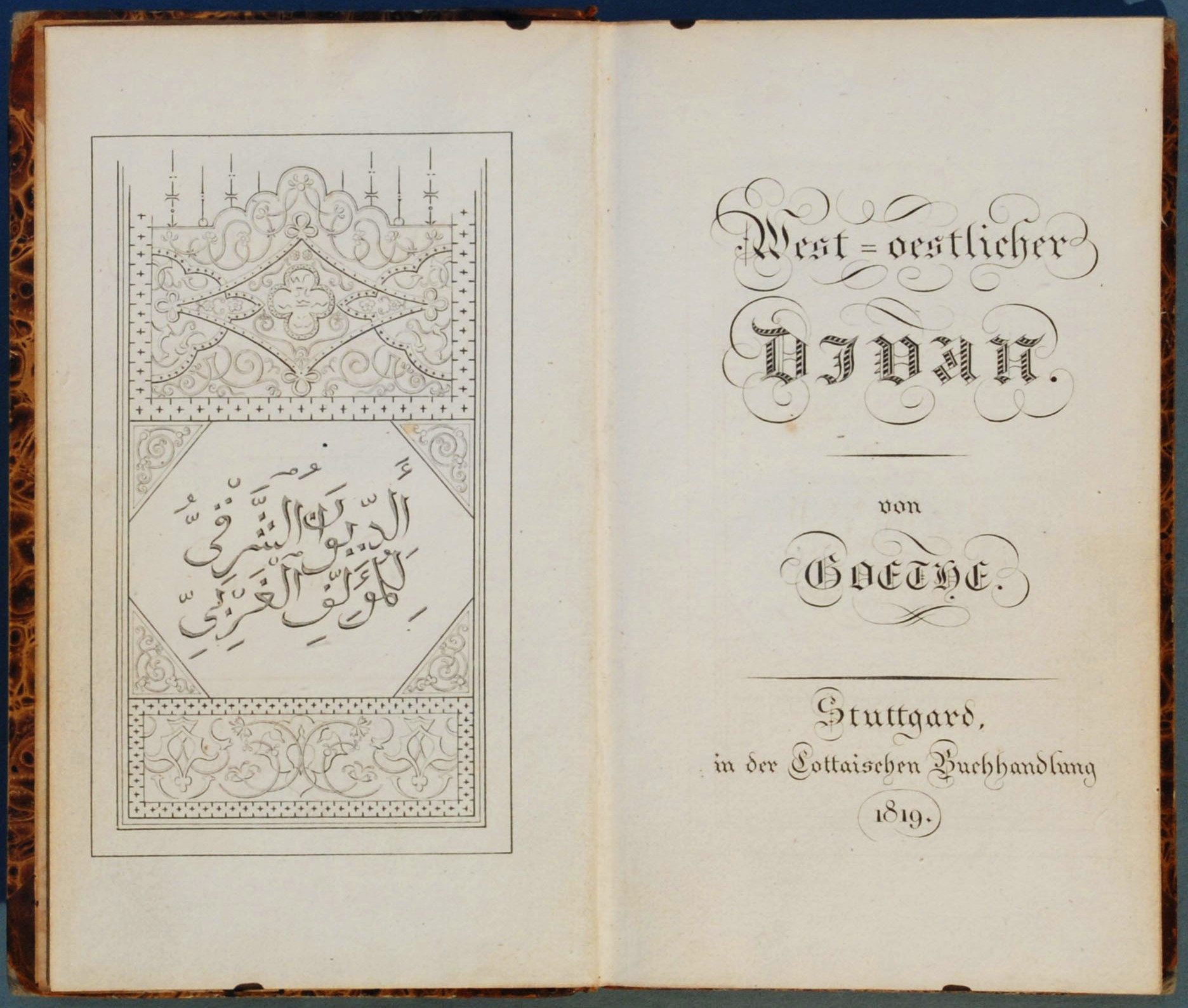

『西東詩集』（せいとうししゅう、原題：West-östlicher Divan ）は、1819年に刊行されたドイツの作家、詩人ヨハン・ヴォルフガング・フォン・ゲーテの代表的詩集である。
晩年のゲーテは東洋オリエントに憧れるようになり、クルアーンやペルシャの詩人ハーフェズの詩を好んで読んでいた。特にハーフェズの詩集の独訳が1814年に発表されると、多大な影響を受ける。ゲーテはハーフェズに憧れ、東洋への憧れ、人間の自然としての姿、文明に汚れていない世界に思いをはせ、次々に詩編を書いた。『西東詩集』（ドイツ語の原題にはペルシャ語で詩集を意味するディヴァンが使われた）が刊行されたのはゲーテが70歳の時であり、ゲーテの辿り着いた思想が結集されている。内的経験からでた文学観、汎神論的な宗教観、自然探求による宇宙観が深く描かれている。
当時のゲーテの恋人であるマリアンネと交わした詩的愛情を、マリアンネをズライカ、ゲーテをハーテムとして描いた相聞歌は有名である。「ズライカの書」に収められている。
炎に飛び込み、自らを焼いてしまう蛾を題材に、「死ね、そして生まれよ」と恋愛、人生を謳った「昇天のあこがれ」（原題：Selige Sehnsucht ）は『西東詩集』で最も有名な詩の一つである。「詩人の書」に収められている。ゲーテの詩編の中でも最高傑作との声も高い。